# 亚历山德里夫卡市镇 (顿涅茨克州)
亚历山德里夫卡镇级市镇（烏克蘭語：Олександрівська селищна громада）是乌克兰顿涅茨克州克拉马托尔斯克区的一个市镇，行政中心为亚历山德里夫卡。市镇面积为732.8平方公里，人口数量为12,320人（2020年）。

## 聚居点
该市镇包括一个镇（亚历山德里夫卡）和41个村庄。部分村庄如下：
- 霍盧比夫卡